# Ferme du Monceau

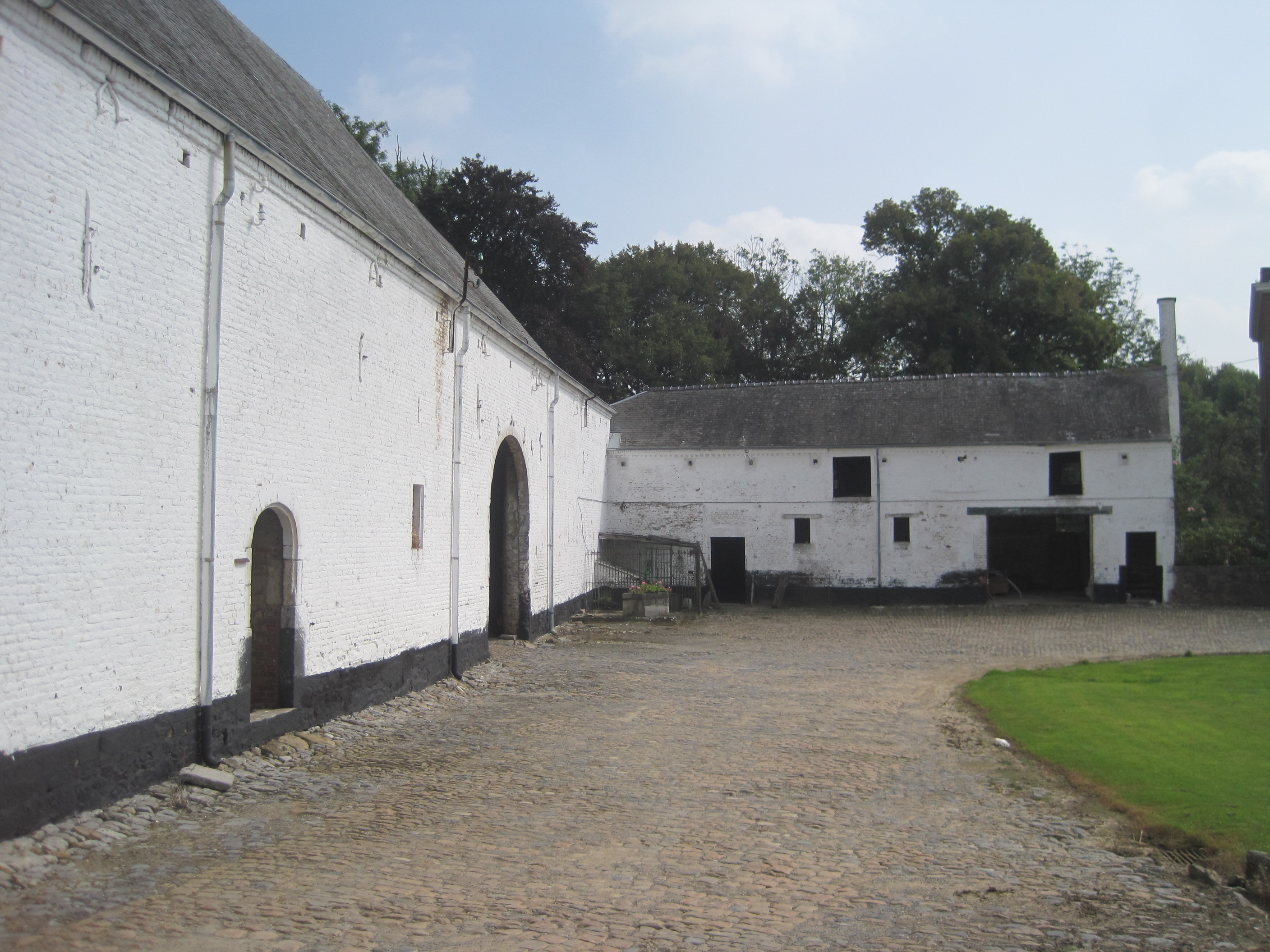
Ferme du Monceau à Méhaigne

La ferme du Monceau à Mehaigne, section de l'entité d'Éghezée, dans la province de Namur en Belgique (Région wallonne) est construite en brique et pierre bleue sur soubassements en moellons. Elle a été reconstruite à plusieurs reprises au XVIIIe siècle et au XXe siècle. Cet édifice et les terrains environnants ont été classés par arrêté du 26 août 1981 pour ce qui concerne ses façades, ses toitures, le pavement de la cour.

## Histoire
La propriété et la ferme ont été vendues par les archiducs des Pays-Bas espagnols Albert d'Autriche et Isabelle-Claire-Eugénie d'Autriche en 1612 à Maximilien de Jamblinne. L'époque d'Albert et Isabelle fut pour les provinces belges une courte période de paix et de relèvement économique de 1598 à 1621. Dans la région de la Hesbaye par exemple, elle correspond à un moment où de nombreux châteaux et fermes de dimensions imposantes furent construits, vendus, agrandis.

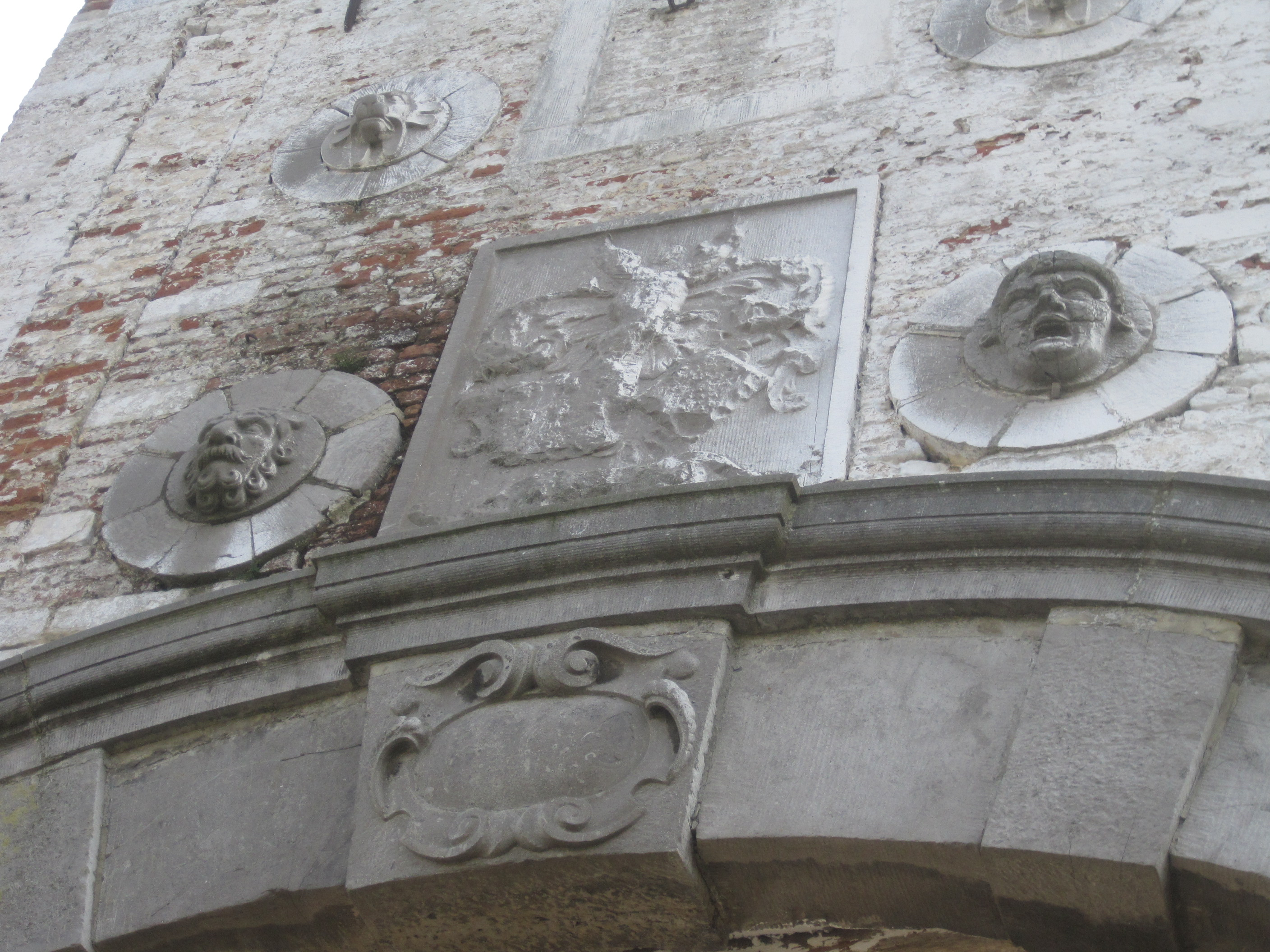
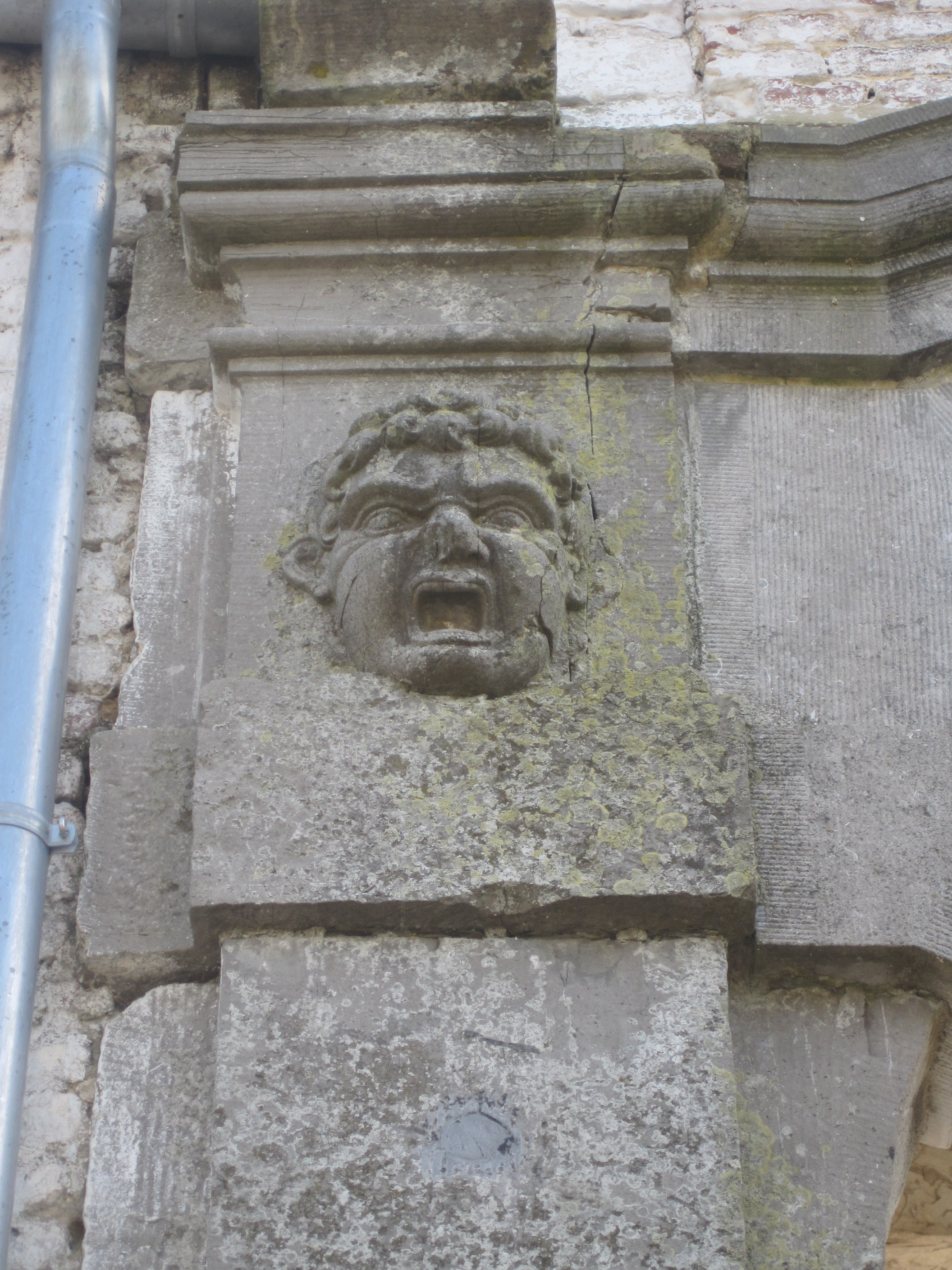
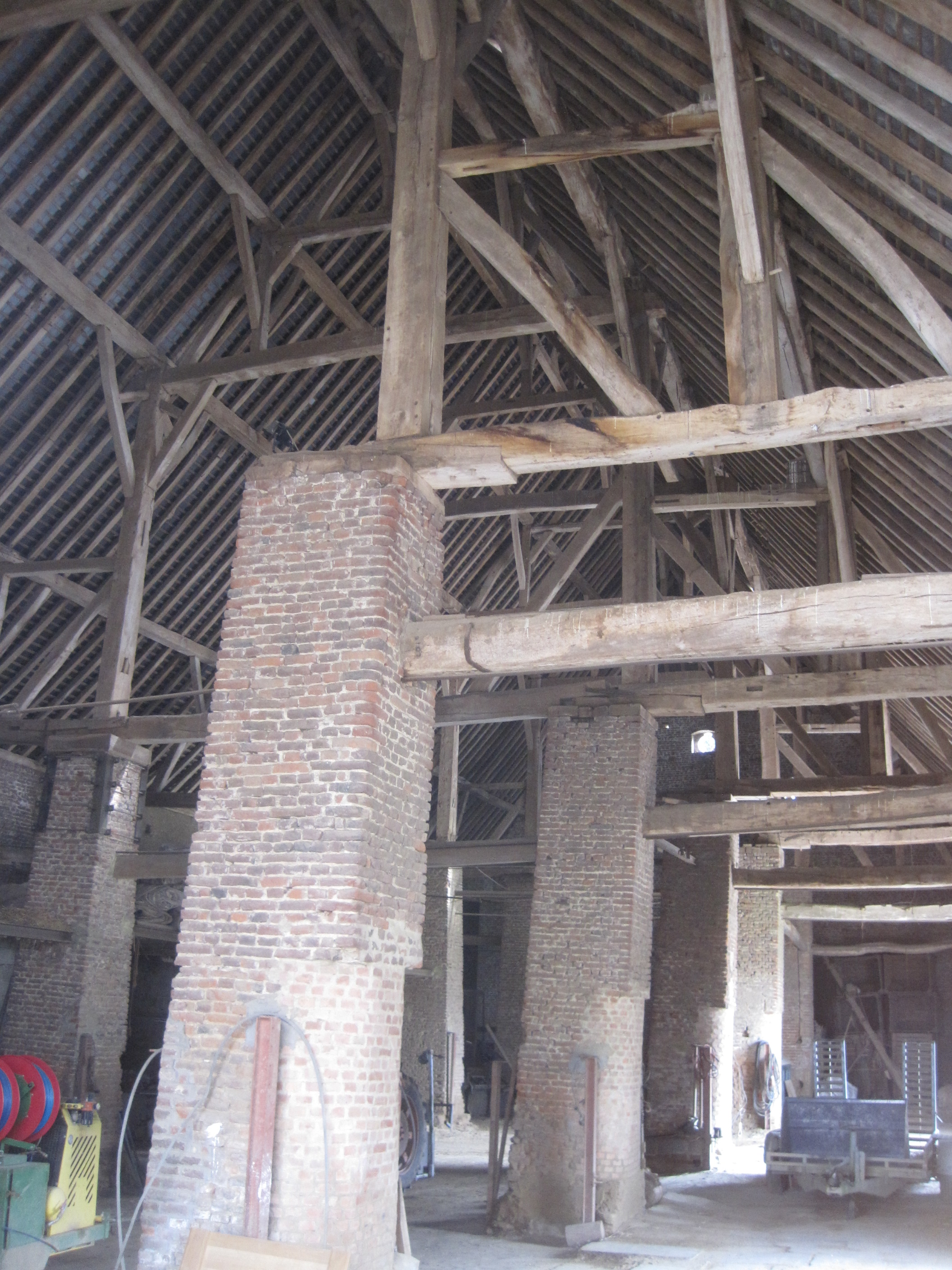

Aux angles extérieurs des tours carrées de deux niveaux encadrent les bâtiments.
Un porche-colombier carré, ouvert par un portail baroque, est daté de 1666 dans un cartouche sur la clé. Au-dessus des montants à bossages qui encadrent l'entrée, deux masques de pierre sculptés grimaçants, appelés mascarons. Au second niveau du porche, des traces de l'emplacement des glissières du pont-levis restent visibles. Entre celles-ci quatre autres masques baroques, dans des médaillons, encadrent un blason martelé et une fenêtre aveugle. Ces masques semblent, avec leurs grimaces, vouloir  aider le chien de garde à chasser les intrus et les importuns de la cour.
Les ouvertures du colombier se trouvent vers l'arrière dans la cour. La tour-colombier est une réminiscence de l'ancestral donjon, apanage de la ferme seigneuriale. Le droit de colombier est règlementé de longue date en faveur de personnes qui cultivent suffisamment de terres pour nourrir leurs couples de pigeons, sans déprédation sur le champ d'autrui.  
Les douves ont été comblées et étaient jadis alimentées par un affluent de la Méhaigne.
La tour-porche précédée de douves et équipée d'un pont levis est un élément des fermes qui 
provient du donjon-porche plus ancien. Par exemple, le robuste donjon-porche du château-ferme de Fernelmont. Les fermes d'abbayes sont ainsi équipées et servent d'exemple, mais par la suite elles sont construites parfois sans pont-levis, durant des périodes politiques et guerrières plus calmes. Au XVIIe siècle ce pont-levis réapparaît du fait des guerres incessantes dans les provinces des Pays-Bas, qui entrainent pillages et destructions. L'ancien donjon devient, au fil des siècles, une tour solide, en dur, équipé d'un pont levis et des fentes de tir. La ferme du Monceau à Méhaigne représente avec celle de Bierwart, celle de Noirmont à Pontillas, celle de Spontin à Wasseiges et d'autres encore un remarquable exemple.     
À l'est, d'un côté de la cour, une grange contemporaine avec portes charretières permet la continuation de l'activité agricole.
Le corps de logis a été reconstruit en 1882.